# Ильинское (сельское поселение Теряевское)
Ильинское — село в Волоколамском районе Московской области России.
Относится к Теряевскому сельскому поселению, до муниципальной реформы 2006 года относилось к Чисменскому сельскому округу. Население — 100 чел. (2010).

## География
Село Ильинское расположено примерно в 16 км к северо-востоку от Волоколамска, в 250 м от автодороги, соединяющей Р107 и Волоколамское шоссе. В селе 6 улиц — Весенняя, Дорожная, Лесная, Полянка, Солнечная и Фабричная, зарегистрировано два садовых товарищества. Рядом протекает река Большая Сестра (бассейн Иваньковского водохранилища). Ближайшие населённые пункты — деревни Поречье, Кузяево, Темниково и Житино. Связано автобусным сообщением с райцентром.

## Население
| 1852 | 1859 | 1890 | 1899 | 1926 | 2002 |
| ---- | ---- | ---- | ---- | ---- | ---- |
| 113  | ↗207 | ↘141 | ↘113 | ↗221 | ↘97  |
| 2006 | 2010 |      |      |      |      |
| ↘92  | ↗100 |      |      |      |      |

## История
В «Списке населённых мест» 1862 года Ильинское — владельческое село 1-го стана Клинского уезда Московской губернии по левую сторону Волоколамского тракта, в 41 версте от уездного города, при реке Сестре, с 25 дворами, православной церковью и 207 жителями (99 мужчин, 108 женщин).
По данным на 1890 год входило в состав Калеевской волости Клинского уезда, в нём находилось земское училище, число душ составляло 141 человек.
В 1913 году — 25 дворов, земское училище, самоткацкая фабрика.
В 1917 году Калеевская волость была передана в Волоколамский уезд.
По материалам Всесоюзной переписи населения 1926 года — центр Ильинского сельсовета Калеевской волости Волоколамского уезда, проживал 221 житель (92 мужчины, 129 женщин), насчитывалось 47 хозяйств, среди которых 44 крестьянских, имелась школа.
С 1929 года — населённый пункт в составе Волоколамского района Московской области. В 1924—1984 годах — центр Ильинского сельсовета.

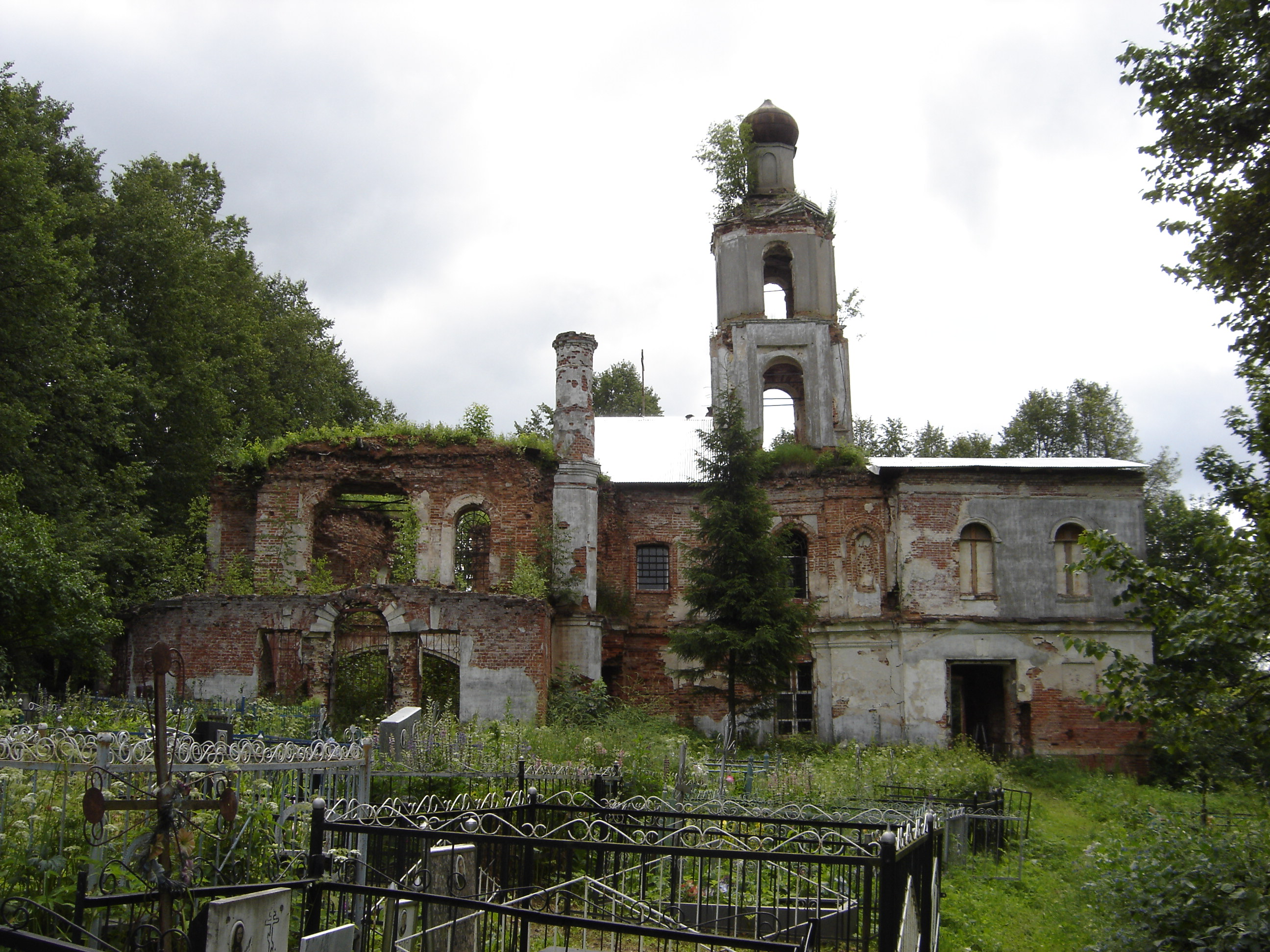
Спасский храм

## Достопримечательности
В селе Ильинском находится храм Спаса Нерукотворного Образа, являющийся памятником архитектуры.